# 伊藤友博
伊藤 友博（いとう ともひろ、1974年 - ） は、日本の経営者・実業家・コンサルタント。不満買取センターを運営し、文章解析AIを通じて「声が届く世の中を創る」ことを目指す株式会社Insight Tech 代表取締役社長 CEOを務める（2017年 - ）。三菱総合研究所 出身（1999年 - 2017年）。

## 来歴
1974年愛知県に生まれる。
1999年早稲田大学大学院理工学研究科建設工学専攻修了。在学中は浅野光行教授のもと、交通計画を学び研究テーマは「歩行者交通」である。当時の研究としては「コミュニティ・ゾーン形成事業の整備メニューと住民による評価に関する研究」がある。
1999年株式会社三菱総合研究所入社。入社当初は地域づくり、中心市街地活性化、交通需要予測などのプロジェクトに参画。その後、大規模イベントの輸送戦略検討やエリアマーケティングのプロジェクトに参加しつつ、民間企業のコンサルティング業務に携わる。ナショナルクライアントのビッグデータマーケティングプロジェクトの立ち上げに携わる。その後、同社にてデータ活用ビジネスの立ち上げを担い、AI（人工知能）を活用した新サービスの立ち上げを経験。
2017年、株式会社不満買取センター（当時）代表取締役社長に就任。同年5月に株式会社Insight Techにリブランディング。「声が届く世の中を創る」の実現に向け、VoC（Voice of Customer）データ×AI（人工知能）によるイノベーション創出を目指す。

## 研究
- 歩行者天国における歩行者の通行と滞留に関する研究（土木計画学研究・講演集　1997年）
- コミュニティ・ゾーン形成事業の整備メニューと住民による評価に関する研究[2]（都市計画学会論文集　1999年）
- 意見分析に適した意見タグ獲得改善への取り組み[3]（言語処理学会　2018年）
- 自然言語処理技術を用いたクラウドソーシングアイデアの有望性予測[4]（日本マーケティング学会　2021年）

## 主なテレビ・ラジオ出演
- フジテレビ / ぽかぽか　「芸能人の不満買い取ります。ぶうぶう発表会」コーナーレギュラー
- J-WAVE / TOKYO MORNING RADIO / データから導くbetter life / コメント提供
- フジテレビ / フルタチさん / 特集（2017年9月17日）
- 文化放送 / 玉川美沙ハピリー / ゲスト出演（2017年12月2日）
- テレビ朝日 / ハナタカ優越館 / ゲスト出演（2020年7月30日）[5]
- J-WAVE / TOKYO MORNING RADIO / ゲスト出演（2021年1月11日）
- J-WAVE / INNOVATION WORLD ERA / ゲスト出演（2021年2月14日）[6]
- Abema / Abema Times / 特集 (2021年10月21日）[7]
- フジテレビ / Live News イット！ / 特集（2021年11月9日）[8]
- TBS / Nスタ / 特集（2022年10月5日）[9]
- NHK / あさイチ / 特集（2022年10月17日）[10]
- フジテレビ / FNNプライムオンライン / 特集（2023年5月20日）[11]
- NHK / おはよう日本 / 特集（2024年3月25日）[12]
- 文化放送 / ワンダーユーマン / 特集（2024年5月6日）[13]
- KBS京都/笑福亭晃瓶のほっかほかラジオ/ゲスト出演（2025年5月19日）
- J-WAVE / J-WAVE STEP ONE/ ゲスト出演（2025年5月20日）[14]

## 主なイベント登壇
- 三菱総合研究所 / mifセミナー[不満買取センターに集まる「フマン」から見える生活者の「ホンネ」] / 2017年7月31日 [15]
- 一般社団法人マーケティング共創協会 / マーケティング創造研究会 / 2018年2月22日[16]
- 公益社団法人日本包装技術協会 / 第8回パッケージイノベーションセミナー / 2018年3月2日
- 日本マーケティング学会 / 第7回ユーザー・イノベーション研究報告会（春のリサプロ祭り）/ 2018年3月13日[17]
- マイクロジオデータ研究会 / 第12回マイクロジオデータ研究会 / 2018年10月19日[18]
- InfoTalk / InfoTalk#122 「不満Data×AIでインサイトをあぶり出す」 / 2019年2月15日[19]
- 秋田市 / 平成30年度第2回秋田市エイジフレンドリーパートナー研修会 / 2019年3月3日[20]
- the AI / 「不満」のビッグデータから、新規事業創出のヒントを見つけ出す / 2019年2月13日[21]
- 株式会社セミナーインフォ/ 「不満」のビッグデータから読み解くキャッシュレス戦略のヒント / 2019年11月8日[22]
- NTTデータ / 豊洲の港から オープンイノベーションプラットフォーム / 2019年12月16日[23]
- Japan innovation Network ほか / コロナ時代の生活者不満ビッグデータから新しい価値を創発しよう / 2020年7月7日[24]
- 東京21cクラブ、Peatix / Night Marunouchi #24 / 2021年3月10日[25]
- 味の素AGF（共催） / 市場の声（VoC）を活用した商品開発戦略　～開発事例を徹底解析。なぜ、あの商品は生まれたのか。～ / 2021年7月27日[26]
- イケヒコ・コーポレーション（共催） / 市場の声（VoC）を活用した商品開発戦略　～開発事例を徹底解析。なぜ、あの商品は生まれたのか。～ / 2021年9月27日[27]
- 株式会社ビジュアルボイス（共催） / 生活者の声を映像に″BRANDED CINEMA VOICE“で実現するVoC経営 / 2021年11月16日[28]
- 消費者庁 / 第11回消費者志向経営に関する連絡会 / 2022年6月16日[29]
- Biz-Coya / 開業記念イベント / 2023年11月13日[30]

## 主なメディア掲載
- サイゾー / 人工知能でどんな小さな不満をも可視化する。マーケティングの最進化系が誕生 / 2017年4月21日
- the japan times / Tokyo startup taps AI and big data to turn customer complaints into cash / 2017年12月6日[31]
- 日本経済新聞 / AIに不可欠 データ人材争奪戦　求人、1年で6倍 / 2018年1月19日[32]
- レッジ / 「単語レベルのテキストマイニングを壊す。」文章解析AIで隠れた本音を可視化 / 2018年9月7日[33]
- Mac Fan / 創造者たちの革新の流儀④「インサイトテック・伊藤友博」/ 2018年9月8日[34]
- Web Designing / 不満買取センターとは？ AIが分析した消費者の声を、企業がインサイトとして活用 / 2018年10月号
- ha・no・ne / ライオンが口臭ケアサポートアプリを開発！ “指摘しにくい”相手の口臭への不満をヒントに / 2018年12月7日[35]
- 夕刊フジ / 隙間時間にコツコツ「不満」買い取り　「社会とのつながり」感じられる副業 / 2019年10月25日[36]
- DG Lab Haus / 「イノベーションの種」になる「不満」買い取ります～京都大学と産学連携で開発する文章解析AI / 2019年11月11日[37]
- 日本経済新聞 / 前橋市などAIで地域課題を発掘　市民調査を解析へ / 2019年11月13日[38]
- 東京新聞 / ＡＩで市民アンケート分析　前橋市が全国初導入、政策に生かす / 2019年11月25日[39]
- 生活者データ・ドリブン・マーケティング通信 / 不満のビッグデータが明かす、現代夫婦の優先課題【デジノグラフィ･トークVol. 3】/ 2019年12月4日[40]
- 電通プロモーションプラス / “意味と感情を分析するAI” が、膨大なデータの中から、重要課題やアイデアを発掘 / 2022年2月16日[41]
- 日本経済新聞 / 消費者の不満を分析、インサイトテックがサービス提供 / 2022年5月10日[42]
- ourly mag / ビジョンドリブンには、言葉だけでは足りない。リーダーの体現が重要 / 2022年6月20日[43]
- 日経産業新聞 /「心」読むマーケティングが進化　味の素はコーヒー開発 /2022年7月19日 [44]
- iroots log / 【AI×採用】工数削減で終わらせない。真のフィッテングを生む“未来志向”のAI採用とは？ / 2022年10月11日[45]
- FRIDAY / 寄せられる不満は年間700万件！日常生活で生まれるささいな不満を買い取る「不満買取センター」とは / 2023年2月20日[46]
- 日経Fin Tech / 自動車事故の交渉難易度をAIで予測 / 2023年3月[47]
- 住友林業 / 建材マンスリー / 2023年3月[48]
- デイリー新潮 / あなたの“不満”がカネのなる木に！　「不満買取センター」に有名企業が熱視線を送る理由 / 2023年5月6日[49]
- 生活者データ・ドリブン・マーケティング通信 / ビッグデータ×AIでパーパスに基づく企業活動を支援する「パーパス・アクション・サイクル」開発秘話 / 2023年6月2日[50]
- 大広 COCAMP/ 前略 企業様、なんとかなんない？ / ＜第1回＞注目不満ワード「防犯」/ 2024年11月8日[51]
- 顧客の声活用ダッシュボード「アイタスクラウド」ユーザー企業の声から見える”VoC活用の今”（その１）～日本航空株式会社 ご担当者様の声～（コメント掲載）[52]
- 大広 COCAMP/ 前略 企業様、なんとかなんない？ / ＜第2回＞注目不満ワード「こたつ」/ 2024年12月2日[53]
- 大広 COCAMP/ 前略 企業様、なんとかなんない？ / ＜第3回＞注目不満ワード「お歳暮」/ 2024年12月27日[54]
- 大広 COCAMP/ 前略 企業様、なんとかなんない？ / ＜第4回＞注目不満ワード「おせち」/ 2025年1月30日[55]
- 大広 COCAMP/ 前略 企業様、なんとかなんない？ / ＜第5回＞注目不満ワード「強風」/ 2025年3月3日[56]
- 大広 COCAMP/ 前略 企業様、なんとかなんない？ / ＜第6回＞注目不満ワード「入園・入学」/ 2025年3月31日[57]
- 毎日新聞/あなたのイライラ、おいくら？　「不満」買い取る世直しビジネス/2025年4月30日[58]
- 大広 COCAMP/ 前略 企業様、なんとかなんない？ / ＜第7回＞注目不満ワード「日焼け止め」/ 2025年5月13日[59]
- 大広 COCAMP/ 前略 企業様、なんとかなんない？ / ＜第8回＞注目不満ワード「扇風機」/ 2025年5月30日[60]
- 朝日新聞/「あなたの不満買い取ります」集めたビッグデータで社会問題解決も/2025年6月17日[61]
- 大広 COCAMP/ 不満の声に顧客価値のタネがある！不満買取センターの<6月の不満ワード探索>[62]
- 朝日新聞（紙面・夕刊）/「あなたの不満買い取ります」　ＡＩが査定、企業にデータ提供/2025年7月17日[63]